# 蟹江町立新蟹江小学校
蟹江町立新蟹江小学校（かにえちょうりつ しんかにえしょうがっこう）は、愛知県海部郡蟹江町にある公立小学校。

## 校区
- 蟹江町南西部の小学校である。大字蟹江本町（字栄花野）、大字蟹江新田（字与太郎、字勝田場、字大海用、字六反割、字八反割、字利兵衛裏、字蒲原、字宮ノ割、字吉左エ門裏、字仲川原、字長割、字亀ノ割、字下市場、字上芝切、字下芝切、字金野、字枯松下、字五反割、字鹿島、字下西野、字上西野、字道西、字道東、字中地、字前波、字小助山（近鉄名古屋線以南））、大字鍋蓋新田、大字新千秋、泉1丁目、緑1・2丁目、旭1・2丁目、富吉1-4丁目、南1-3丁目が校区である。公立中学校の場合の進学先は蟹江町立蟹江中学校である[1]。

## 沿革
- 1873年（明治6年） - 和徳学校として開校。
- 1876年（明治9年） - 大海用学校に改称する。
- 1887年（明治20年） - 尋常小学校大澪学校に改称する。
- 1889年（明治22年） -
  - 蟹江新田と鍋蓋新田が合併し、新蟹江村が発足。
  - 新蟹江尋常小学校に改称する。
- 1906年（明治39年）7月1日 - 蟹江町、新蟹江村、西ノ森村、須成村が合併し、蟹江町となる。
- 1941年（昭和16年）4月1日 - 新蟹江国民学校に改称する。
- 1947年（昭和22年）4月1日 - 蟹江町立新蟹江小学校に改称する。
- 1961年（昭和36年） - プールが完成する。
- 1979年（昭和54年）4月 - 校区の一部が新設の蟹江町立学戸小学校校区に移る。
- 1981年（昭和56年） - 新校舎（鉄筋コンクリート造3階建）が完成する。
- 1982年（昭和57年） - 屋内運動場、特別教室が完成する。

## 交通アクセス
- お散歩バスグリーンコース「新蟹江小学校前」バス停より徒歩すぐ。　※月～土曜日運行
- 飛島公共交通バス蟹江線「月見橋」バス停より徒歩約8分。
- 近鉄名古屋線富吉駅下車、徒歩約20分。

## 周辺施設
- 蟹江町立舟入小学校
- 蟹江町図書館
- 佐屋川創郷公園